# کاراپت روبینیان
کاراپت روبینیان (انگلیسی: Karapet Rubinyan؛ زادهٔ ۱۴ سپتامبر ۱۹۵۷) سیاست‌مدار اهل ارمنستان است. وی نماینده دوره اول مجلس ملی جمهوری ارمنستان بوده‌است.